# Theodor Makridi
Theodor Makridi (griechisch Θεόδωρος Μακρίδης, Theódoros Makrídis, auch Theodore Macridy oder Macridy-Bey, * 1872 in Konstantinopel; † Dezember 1940 in Istanbul) war ein Kommissar der osmanischen Antikenverwaltung und Kurator des Archäologischen Museums in Istanbul.

## Leben
Theodor Makridi wurde 1872 als Sohn des Militärarztes Ferid Konstantin Makridi Pascha (1825–1909) in Konstantinopel geboren und am Griechischen Gymnasium in Fener und am Galatasaray-Gymnasium ausgebildet. 1890 begann er für die Administration de la Dette Publique Ottomane zu arbeiten. Am 1. April 1892 trat er in den Dienst des Archäologischen Museums Istanbul unter der Leitung von Osman Hamdi Bey, zunächst als Sekretär für Französisch. Dort blieb er 38 Jahre und arbeitete auch unter dessen Nachfolger Halil Ethem Bey, seit 1923 als Vizedirektor. In seiner Funktion als Kommissar der osmanischen Antikenverwaltung nahm er an den österreichischen Ausgrabungen in Ephesos (1897/98, 1902/03, 1905/06) teil, ebenso an den deutschen Grabungen in Baalbek (1900–1902) und Sidon (1902). Der Forschungswelt wurde Makridi vor allem durch seine Teilnahme als Partner von Hugo Winckler an den Ausgrabungen 1906–1907 und 1911–1912 in Boğazköy bekannt, wobei die dortigen Relikte als Ḫattuša, die Hauptstadt des Hethiterreiches, identifiziert wurden. Er zeichnete sich dort und bei weiteren Grabungen, an denen er im Auftrag des Museums teilnahm, vor allem durch sein Organisationstalent und seine Fähigkeiten im Umgang mit örtlichen Grundbesitzern und bei der Beschaffung von Arbeitskräften aus. Seine Zusammenarbeit mit Winckler, der oft als schwierig beschrieben wird, wird allgemein positiv beurteilt.
Er führte auch eigene Ausgrabungen durch, unter anderem in Klaros und Notion (1904, 1907). Nach seiner Pensionierung 1930 übersiedelte er nach Athen und war von 1931 bis 1940 Gründungsdirektor des Benaki Museums. Theodor Makridi starb im Dezember 1940 nach kurzer schwerer Krankheit in Istanbul und wurde auf dem griechisch-orthodoxen Friedhof in Bakırköy beigesetzt.